# Godslev Budde
Godslev Budde (begravet 25. oktober 1622) til Nessow (el. Neetzow – i nærheden af Greifswald, Pommern) , Rødslet og Gunderupgård (Strandby Sogn, Gislum Herred) som han solgte til Gude Galde, var i 1571 hofjunker, 1573 kammerjunker, 1577 skænk, 1579 lensmand på Børglum kloster. Han ledsagede 1590 prinsesse Anna til Skotland. Bisat 25. oktober 1622 i Sankt Budolfi Kirke (nu Aalborg Domkirke).
- Gift 1. 30. juni 1580 i Kolding med Dorte Hansdatter Skinkel, begravet 19. oktober 1585.
- Gift 2. 25. februar 1588 på Haderslevhus med med Sidsel Bjørnsdatter Bjørn til Gunderupgård og Strandbygård, født 30. marts 1568 på Stenalt, død 3. februar 1619. Alle begravede i Vadum Kirke (Kær Herred, Ålborg Amt).